# Sejny
Sejny (lit. Seinai) – miasto w Polsce, w województwie podlaskim, siedziba powiatu sejneńskiego i gminy wiejskiej Sejny. Położone na Pojezierzu Wschodniosuwalskim, nad Marychą (lewy dopływ Czarnej Hańczy).
Według danych GUS z 1 stycznia 2024 r. Sejny liczyły 4889 mieszkańców. Są najmniejszym miastem powiatowym w Polsce.
Sejny leżą na historycznej Suwalszczyźnie, na obszarze dawnej Jaćwieży. Prywatne miasto duchowne położone było w końcu XVIII wieku w powiecie grodzieńskim w województwie trockim.

## Położenie
Sejny zajmują obszar 4,49 km² (2002), w tym:
- użytki rolne: 65%
- użytki leśne: 2%

Miasto zajmuje obszar 4,49 km² (1 stycznia 2011), stanowiąc 0,52% powierzchni powiatu.
Niedaleko Sejn znajduje się przejście graniczne z Litwą.
W latach 1975–1998 w województwie suwalskim.

## Pochodzenie nazwy
Jerzy Grodziński, który w latach 1593–1602 założył nad rzeką Sejną miasteczko, nazwał je od swojego imienia Juriewo. Ta nazwa jednak się nie przyjęła – miasteczko nazwano Sejny od przepływającej przez nie rzeki (dziś Marycha). Słowo seina w języku jaćwieskim oznacza trawy porastające w tamtym czasie bujnie brzegi i zakola rzeki. Z języka jaćwieskiego wywodzi się więcej nazw (jezior, miejscowości itd.) w okolicach miasta.

## Warunki naturalne
Klimat umiarkowany ciepły, przechodzący w kontynentalny.

## Historia

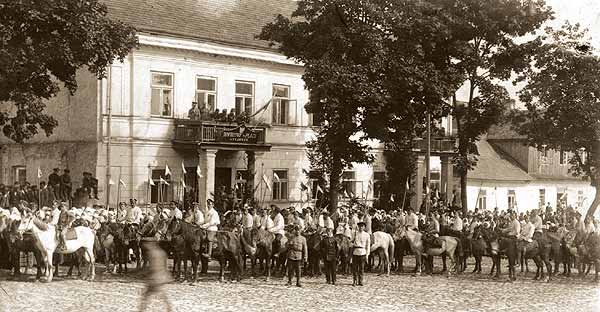
Defilada polskiej kawalerii w Sejnach (1920 r.)

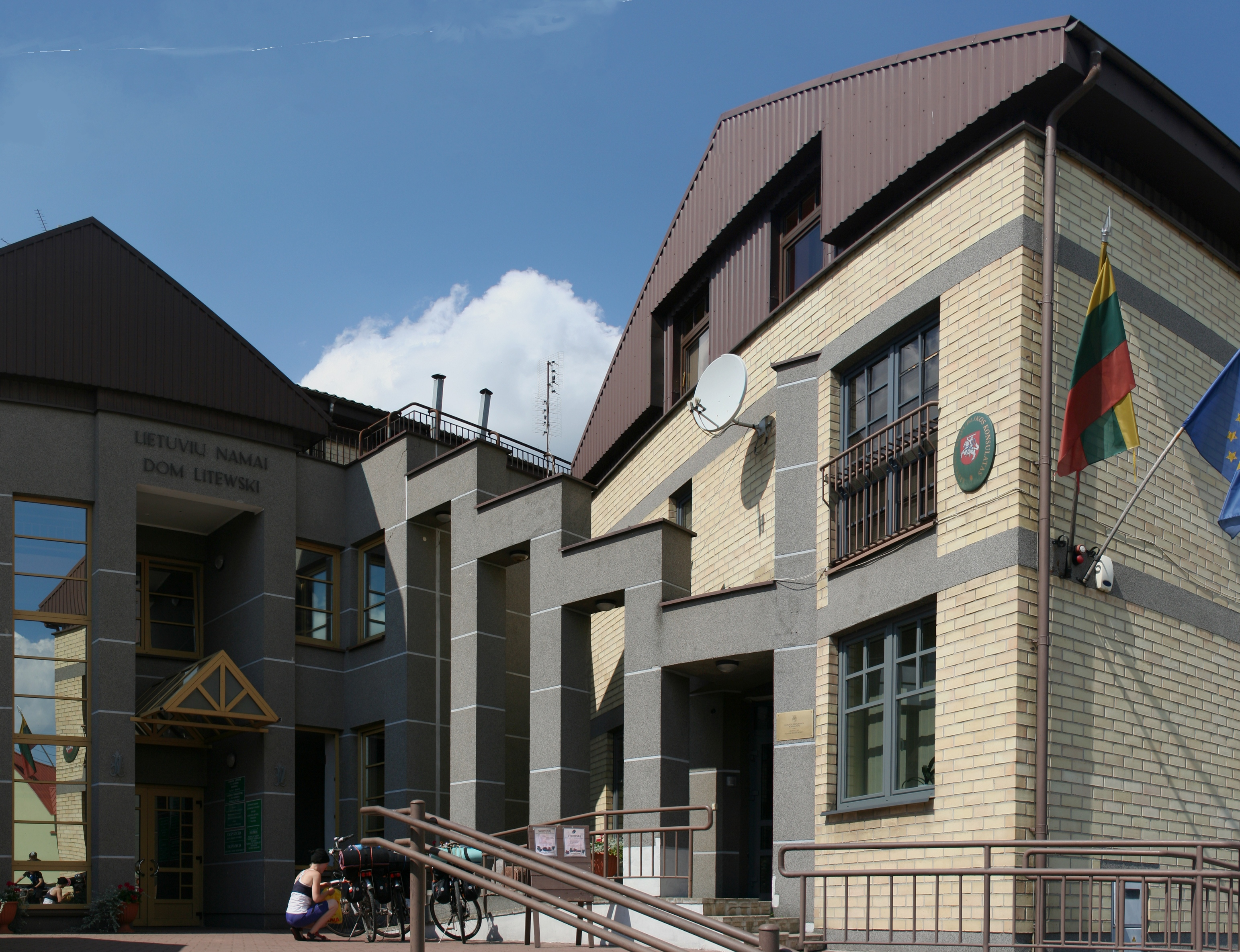
Dom Litewski i Konsulat Republiki Litewskiej w Sejnach

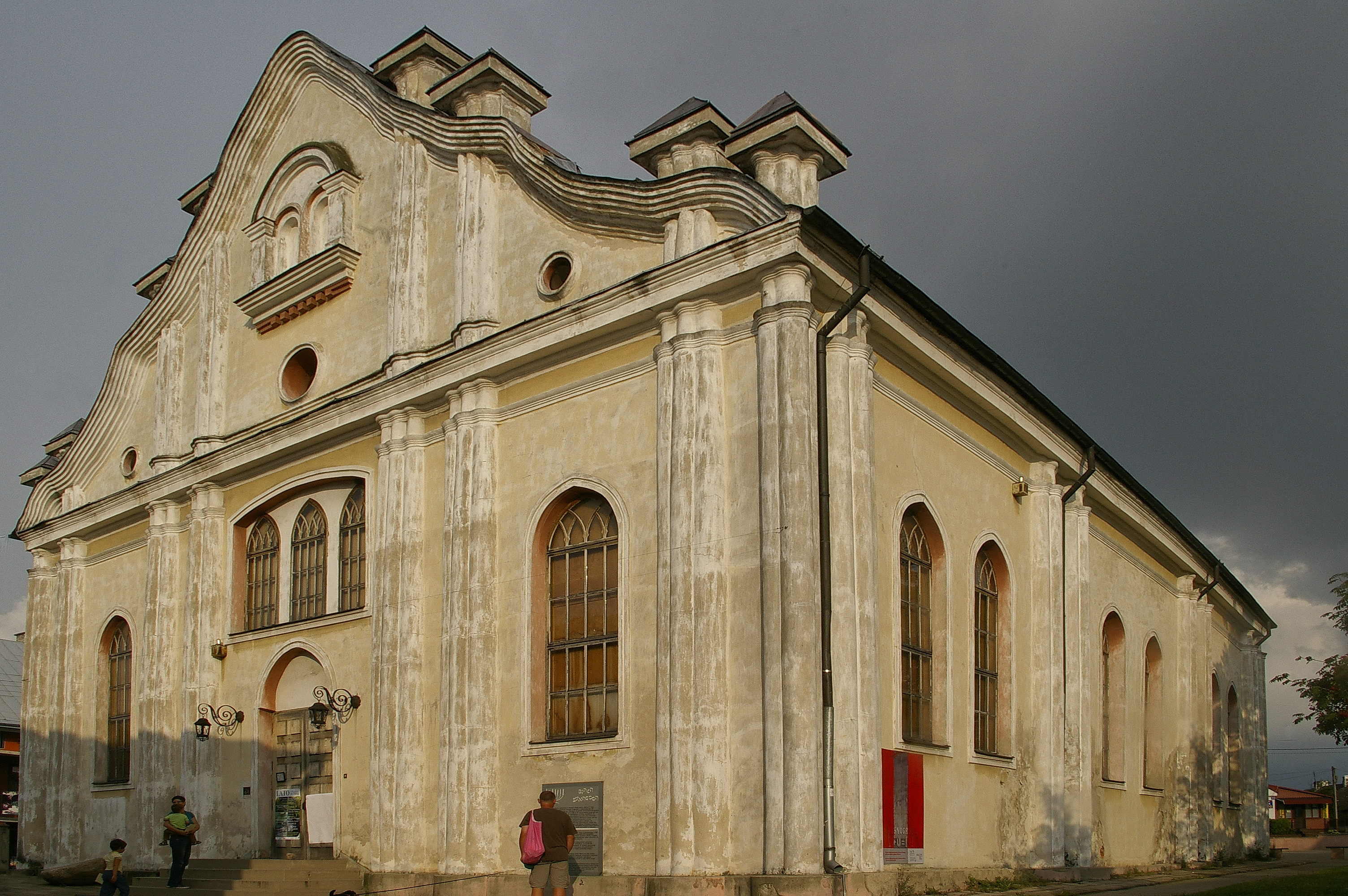
[https://upload.wikimedia.org/wikipedia/commons/9/98/Sejny_White_Synagogue_17.jpg Synagoga w Sejnach

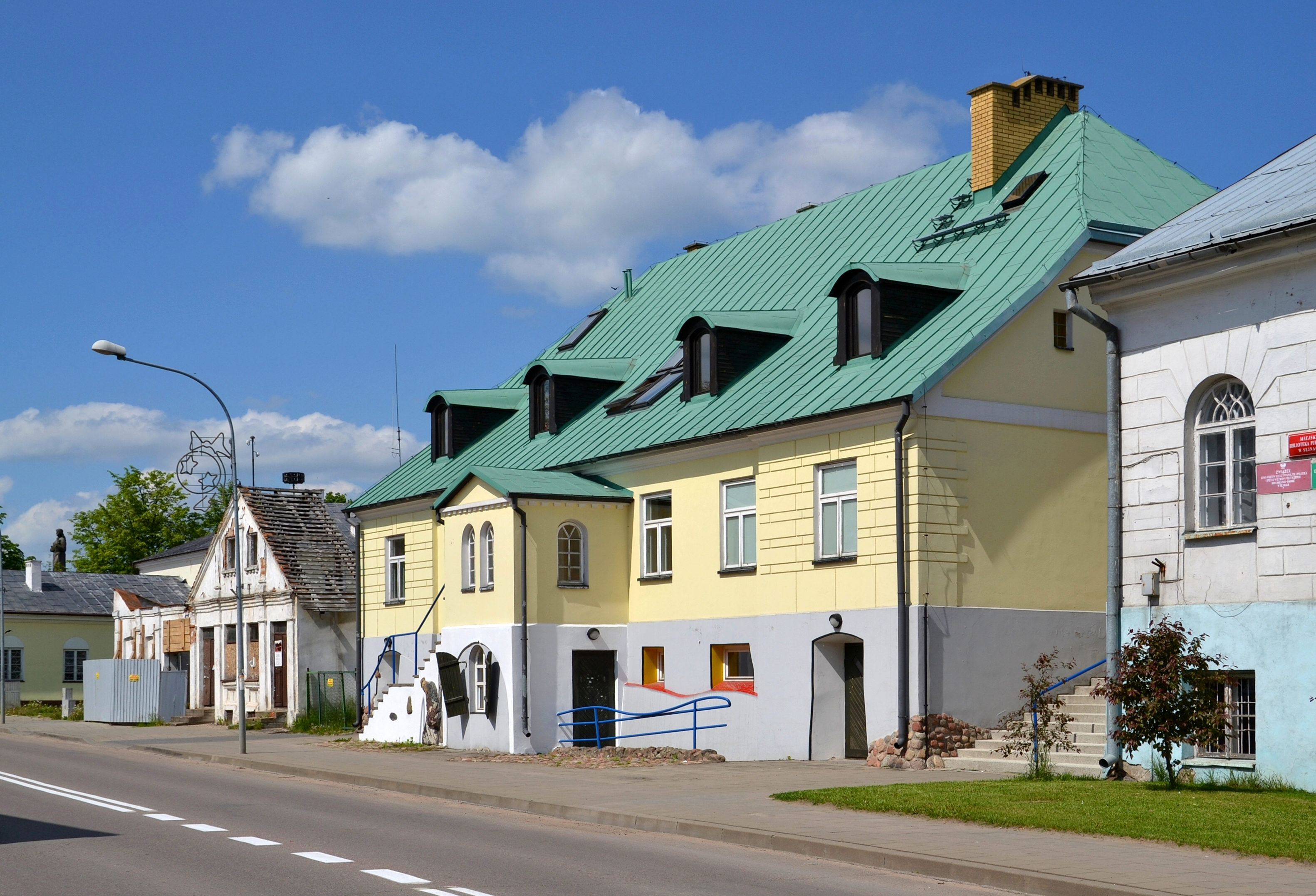
Dawny urząd pocztowy, wcześniej gimnazjum hebrajskie

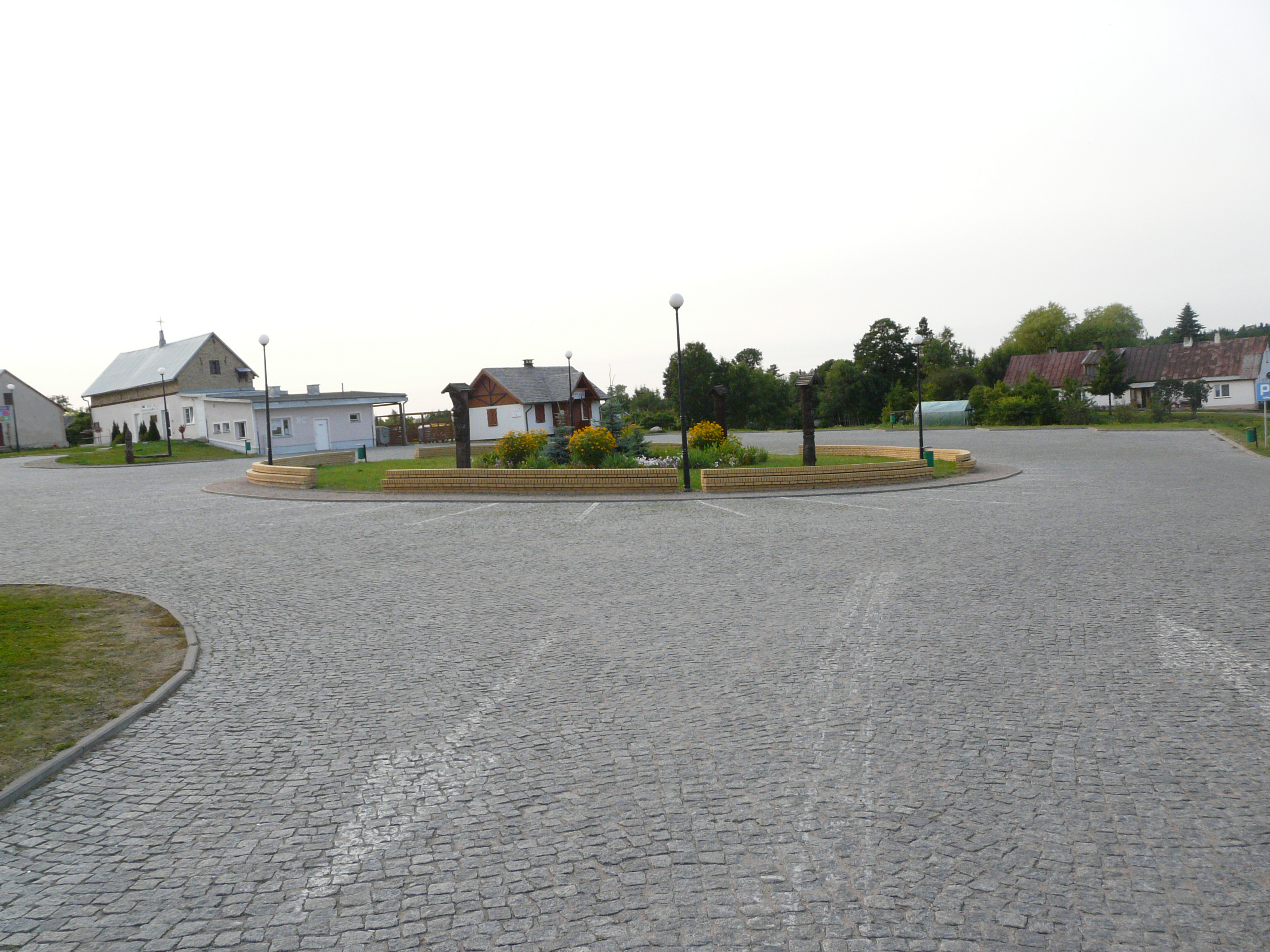
Rondo w Sejnach

- w 1422 roku Suwalszczyzna weszła w skład Wielkiego Księstwa Litewskiego
- 22 grudnia 1522 roku ziemię nad Sejną otrzymał od króla Zygmunta I jego dworzanin, kniaź Iwan Wiśniowiecki hetman wojsk królewskich, który wzniósł w nim dwór, odziedziczony przez kolejno jego syna Dymitra, drugiego syna Andrzeja, a potem jego córkę Annę z mężem Mikołajem Sapiehą
- 1593 rok Jerzy Grodziński, leśniczy przełomski i starosta przeroski, kupił dwór od Sapiehów i w latach 1593–1602 założył przy nim miasteczko, które w późniejszym czasie nazwano Sejny
- 1602 rok Sejny jako miasto prywatne Grodziński zapisuje sprowadzonym z Wilna dominikanom
- z Sejnami jako starosta związany był Jan Kostka[7][8], herbu Dąbrowa, zm. w 1623 r, syn Krzysztofa i Anny Pileckiej,
- 1639 – nadanie pierwotnego herbu miasteczku Sejny przez dominikanów. Przedstawiał on pieska z pochodnią i trzema gwiazdkami nad głową[9].
- 1655–1660 Sejny spalone i zniszczone przez Szwedów podczas najazdu na Rzeczpospolitą
- ponowny rozwój w 2. poł. XVIII w., kiedy zbudowano murowany ratusz i drewniane hale targowe na 21 kramów. Dominikanie organizowali wówczas słynne odpusty, na które przybywało ok. 20 tysięcy wiernych.
- najnowsze badania dra T. Naruszewicza wskazują, że w końcu XVIII wieku (1788) urzędował w miasteczku Sejny prezydent Ignacy Laudański. Sejny otrzymały też 40-punktowy przywilej, określający sposób ich funkcjonowania[10].
- 1795 przejściowo w zaborze pruskim po III rozbiorze Polski, rok później, gdy władze pruskie skonfiskowały dobra zakonne, Sejny stały się miastem królewskim
- 1804 – kasacja klasztoru, władze pruskie przenoszą zakonników do Różanegostoku
- od 1807 w Księstwie Warszawskim
- od 1807 do 1925 Sejny są siedzibą powiatu wigierskiego[11]
- od 1815 w Królestwie Polskim zaboru rosyjskiego[12]
- w latach 1818–1925 siedziba biskupstwa augustowskiego (wigierskiego)
- 1818 r. – wielki pożar miasta i w latach następnych przebudowa, która ukształtowała jego dzisiejszy wygląd
- 1914–1918 – wycofanie się wojsk rosyjskich i okupacja niemiecka Sejn
- 23–28 sierpnia 1919 r. – powstanie sejneńskie
- 19 lipca 1920 r. – zajęcie Sejn przez wojska litewskie przy współdziałaniu z bolszewikami

- wrzesień 1920 r. – odbicie i odzyskanie Sejn przez wojska polskie
- do września 1939 r. na obszarze powiatu suwalskiego (do 1925 powiatu sejneńskiego) województwa białostockiego w II RP
- do września 1939 r. garnizon macierzysty Batalionu KOP „Sejny”
- 1939–1944 – okupacja niemiecka Sejn
- 1944 r. – zdobycie Sejn przez Armię Czerwoną i powrót miasta w granice Polski. Miasto było zdobywane przez żołnierzy 31 Armii z 3 Frontu Białoruskiego dwukrotnie, pierwszy raz 31 lipca, a drugi 18 sierpnia 1944 r.[13]
- w latach 1807–1925, 1956–1975 i od roku 1999 miasto powiatowe
- w okresie PRL-u (lata 1945–1989) miasto nie zanotowało większego rozwoju. Powstały tylko dwa liczące się zakłady przemysłowe: Zakład Mleczarski i Państwowy Ośrodek Maszynowy
- 1969 – odsłonięcie Pomnika Braterstwa Broni na Placu Centralnym[14].

## Demografia
31 grudnia 2012 roku miasto liczyło 5641 mieszkańców.
| Opis                              | Ogółem   | Ogółem   | Kobiety  | Kobiety  | Mężczyźni | Mężczyźni |
| --------------------------------- | -------- | -------- | -------- | -------- | --------- | --------- |
| jednostka                         | osób     | %        | osób     | %        | osób      | %         |
| populacja                         | 5641     | 100      | 2960     | 52,47    | 2681      | 47,53     |
| powierzchnia                      | 4,49 km² | 4,49 km² | 4,49 km² | 4,49 km² | 4,49 km²  | 4,49 km²  |
| gęstość zaludnienia (mieszk./km²) | 1256,35  | 1256,35  | 659,24   | 659,24   | 597,10    | 597,10    |

Około 8% populacji stanowią Litwini.

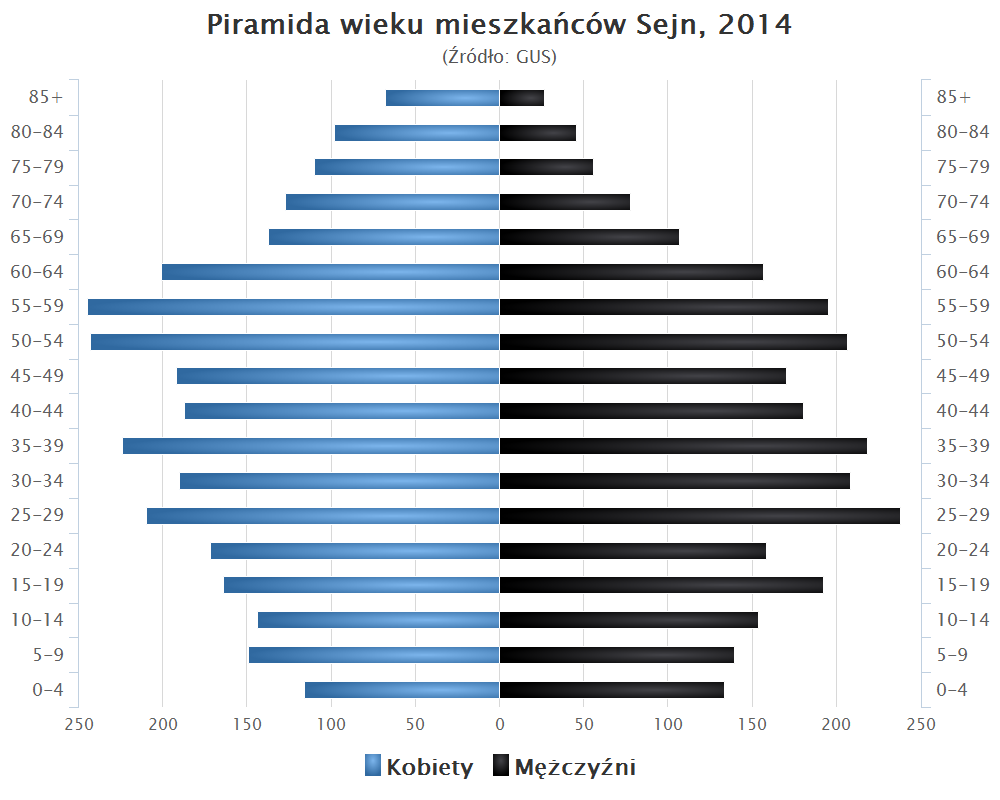
Piramida wieku mieszkańców Sejn w 2014 roku

### Wielonarodowość i wielokulturowość
Sejny od wieków zamieszkują nie tylko Polacy. Gdy zostało założone, dla rozpowszechnienia handlu i przemysłu, sprowadzono Żydów, którzy zasiedlali je do II wojny światowej (w 1897 roku stanowili 50% mieszkańców, a w 1931 24%). Mieszkali i nadal mieszkają w Sejnach także Litwini (7,9%). Miasto zamieszkiwali również Rosjanie, Niemcy, Białorusini oraz wiele innych. Każda z tych narodowości wniosła do życia miasta własną kulturę i tradycję.

### Litwini
W Sejnach znajduje się konsulat Republiki Litewskiej, działa szkoła podstawowa z litewskim językiem nauczania Žiburys („Światełko”), która prowadzi także przedszkole.

## Historyczna i współczesna struktura ludności
Według spisu rosyjskiego z 1897 r. struktura ludności była następująca:
- Żydzi – 50,8% (1918);
- Polacy – 40,4% (1528);
- Litwini – 4,2% (160);
- Rosjanie – 2,5% (95);
- Niemcy – 2,0% (75);
- 1 Białorusin i 1 Tatar

Według spisu polskiego z 1921 r.:
- Polacy – 76,0% (1714);
- Żydzi – 17,7% (399);
- Litwini – 5,0% (112);
- Rosjanie – 0,7% (15);
- Niemcy – 0,5% (12);
- Białorusini – 0,1% (2)

Według spisu polskiego z 2002 r.:
- Polacy – 90,9% (5466);
- Litwini – 7,9% (474);
- Rosjanie – 0,2% (12);
- Inni – 1,0% (58).

## Gospodarka
W Sejnach rozwija się przemysł spożywczy. Największym zakładem tej branży jest mleczarnia Sejnmlek z zakładem serowarskim i proszkownią, która stanowi część Spółdzielni Mleczarskiej Mlekpol. Ponadto mieści się tu gorzelnia i zakłady drzewne. Tradycje spółdzielczości kontynuuje Bank Spółdzielczy. Oprócz niego w mieście działa oddział PKO BP.

## Transport
Miasto położone jest przy drodze krajowej nr 16 prowadzącej do granicy z Litwą (w Ogrodnikach). Ma dobre połączenie drogowe z Augustowem i Suwałkami. Przewozy autobusowe zapewnia przedsiębiorstwo PKS Suwałki.

## Zabytki
Rejestr zabytków

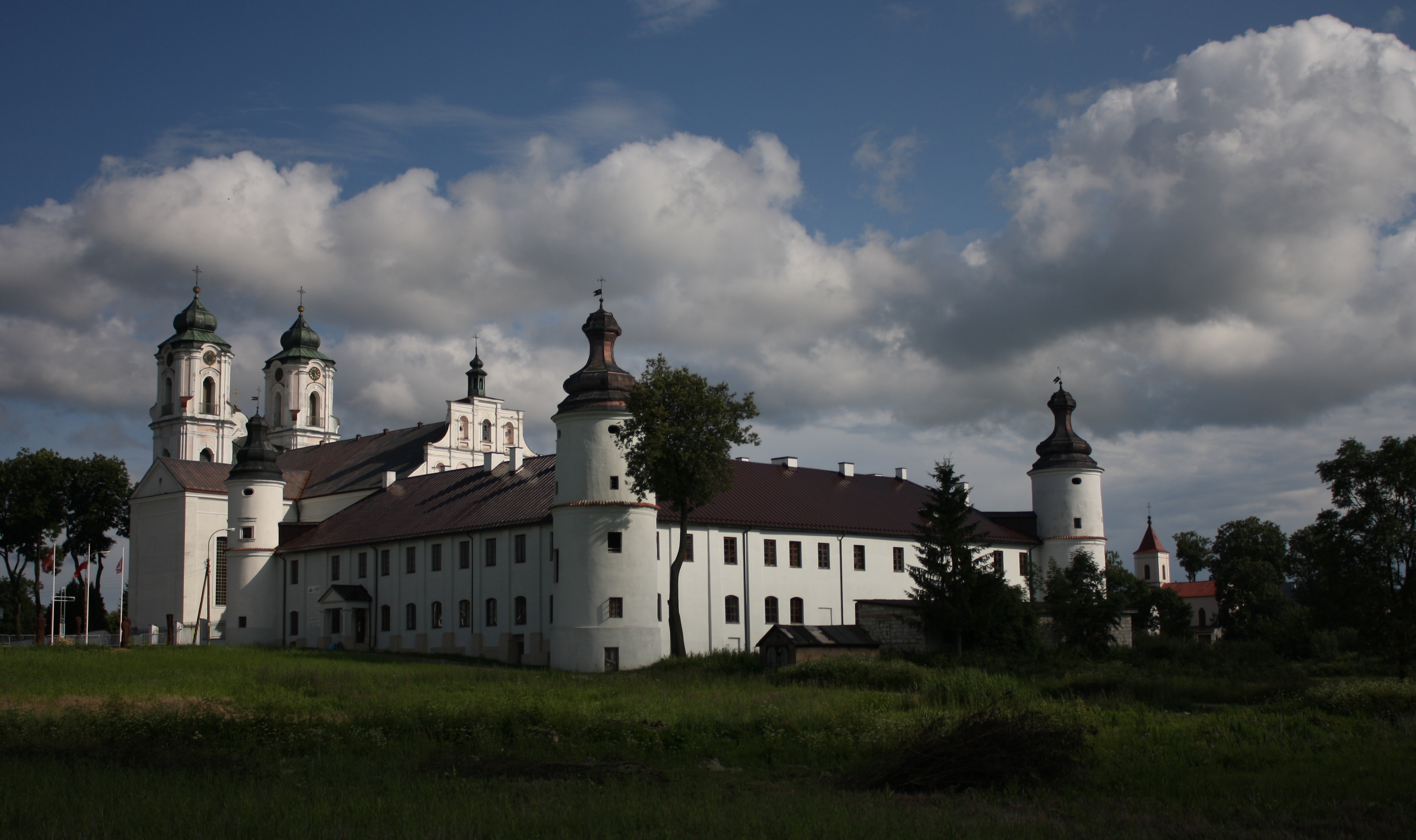
Bazylika Nawiedzenia NMP i klasztor dominikański. W głębi kościół Matki Boskiej Częstochowskiej – dawny zbór ewangelicki

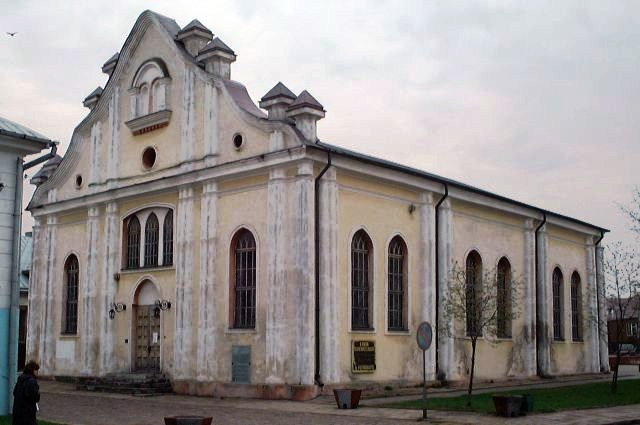
Biała synagoga

Do rejestru zabytków Narodowego Instytutu Dziedzictwa wpisane są następujące obiekty:
- część miasta, XVI/XVII, XIX w. (nr rej.: 74 z 24.11.1956 oraz 19 z 23.02.1979)
- zespół klasztorny dominikanów (nr rej.: 1 z 9.02.1979):
  - Bazylika Nawiedzenia Najświętszej Maryi Panny, 1610–19, 1760 (nr rej.: 40 z 19.03.1956)
  - klasztor, 1619–1706, pocz. XIX, XX w. (nr rej.: 41 z 19.03.1956)
  - ogrodzenie z bramami, XVII w.
- kościół poewangelicki, obecnie kościół Matki Boskiej Częstochowskiej, poł. XIX w. (nr rej.: 658 z 10.03.1989)
- Kaplica św. Agaty (nr rej.: 379 z 17.05.1983) – kaplica postawiona na placu św. Agaty przed bazyliką, zbudowana około 1789 r. z fundacji parafian. Na jej postawienie wpływ miały liczne pożary nawiedzające miasto. W kaplicy znajduje się obraz św. Agaty z połowy XVIII w. Fresk na sklepieniu wyobrażający „Kuszenie Chrystusa” namalował w latach 50. XX wieku Stanisław Kaźmierczyk. Na dachu stoi figura św. Agaty wykonana w drewnie lipowym w 1828. Kute ogrodzenie budowli w 1904 jest dziełem miejscowych rzemieślników.
- Synagoga zbudowana na miejscu Starej Synagogi (nr rej.: 171 z 20.04.1960 oraz 37 z 23.05.1979)
- Biała Synagoga z lat 1860–1870 (nr rej.: 170 z 20.04.1960 oraz 15 z 19.02.1979)
- cmentarz rzymskokatolicki „stary”, 1. połowa XIX w., ul. Głowackiego (nr rej.: 519 z 23.07.1986)
  - kaplica rodziny Wolmerów, 1830 (nr rej.: 378 z 17.03.1983)
  - ogrodzenie z bramami, XIX w.
- ratusz miejski z 1846 (nr rej.: 177 z 15.02.1962 oraz 14 z 17.02.1979)
- poczta, ul. Piłsudskiego 35, koniec XIX w. (nr rej.: 1011 z 14.10.1994)
- dawny pałac biskupi, obecnie dom mieszkalny, ul. Piłsudskiego 28, 1841 (nr rej.: 377 z 17.03.1983)

Inne obiekty
- figura Matki Bożej Sejneńskiej słynąca wieloma cudami i łaskami. Sprowadzona do Sejn w 1602, jej koronacja odbyła się 7 września 1975
- pomnik powstania sejneńskiego
- pomnik Antanasa Baranauskasa
- pomnik wdzięczności poległym w walce
- kamienice w centrum

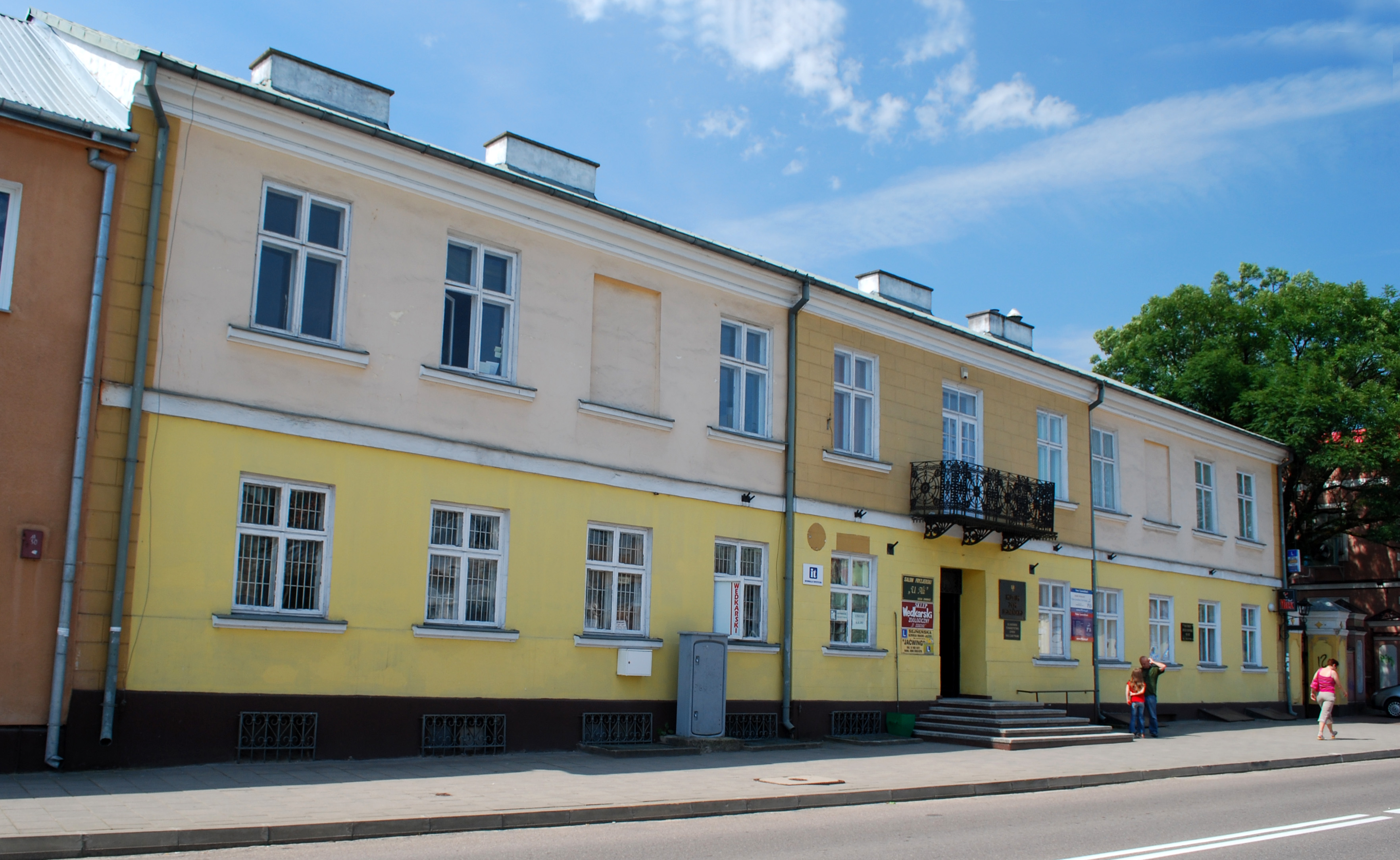
Muzeum Ziemi Sejneńskiej

Poza tym w Sejnach znajduje się Muzeum Ziemi Sejneńskiej w którym eksponowane są zbiory archeologiczne, numizmatyczne, dominikanów i biskupów w Sejnach.

## Kultura
W Sejnach odbywa się m.in. Międzynarodowy Koncert Organowy Młodych i Baltic-Satelid. Ponadto działa ośrodek „Pogranicze – sztuk, kultur, narodów”, który przekazuje historię, kulturę, tradycje i wielonarodowość Sejn. W 2023 otwarto w mieście Muzeum Kresów Rzeczypospolitej Obojga Narodów.
W 2006 roku powstała orkiestra dęta przy OSP Sejny.

## Wspólnoty wyznaniowe
- Kościół rzymskokatolicki

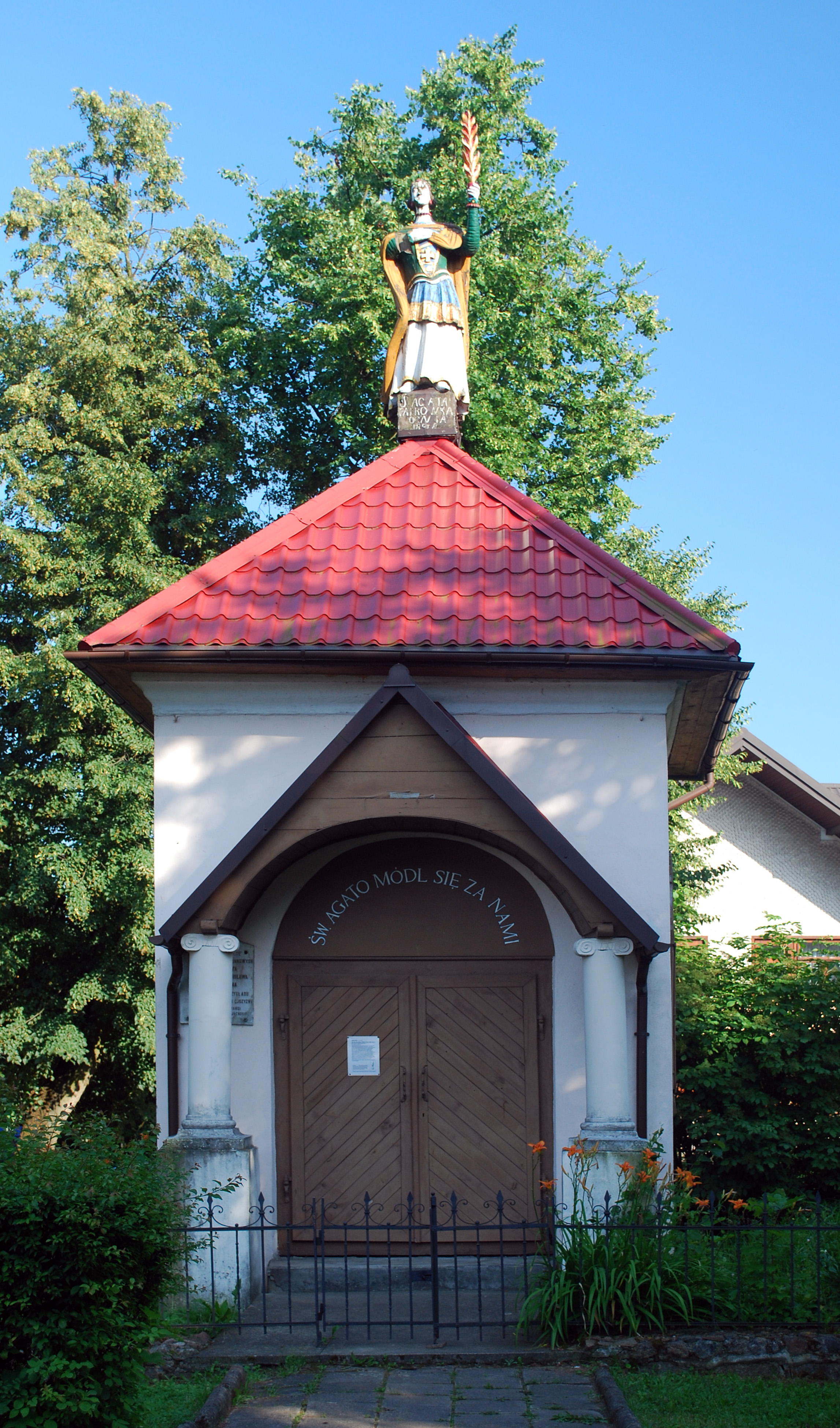
Kaplica św. Agaty

  - Parafia Nawiedzenia Najświętszej Maryi Panny w Sejnach
- Wschodni Kościół Staroobrzędowy – Diaspora[29]

## Sport
W mieście działa piłkarski klub sportowy Sejneński Klub Sportowy Pomorzanka, założony 1 września 1957 roku i używający barw czerwono-czarnych. Drużyna mecze rozgrywa na stadionie miejskim przy ul. Konarskiego 23A, mieszczącym 1000 widzów. Trenerem jest Karol Piaścik. Obecnie Pomorzanka Sejny występuje w klasie okręgowej w grupie podlaskiej. Posiada drużyny młodzieżowe: juniorów młodszych, żaków i orlików. W swojej historii klub używał nazw:
- 1955–1957 – Pogoń Sejny
- IV 1958 – VI 1959 – Iskra Sejny (w prasie jako Pogoń)
- VII 1959–1966 – LZS Sejny (Ludowy Zespół Sportowy)
- 1966/1967 – LKS Sejny (Ludowy Klub Sportowy)
- 1967/1968 – MLKS Pomorzanka Sejny (Międzyzakładowy Ludowy Klub Sportowy)
- 2004 – SKS Pomorzanka Sejny (Sejneński Klub Sportowy)

## Sejny w mediach i utworach

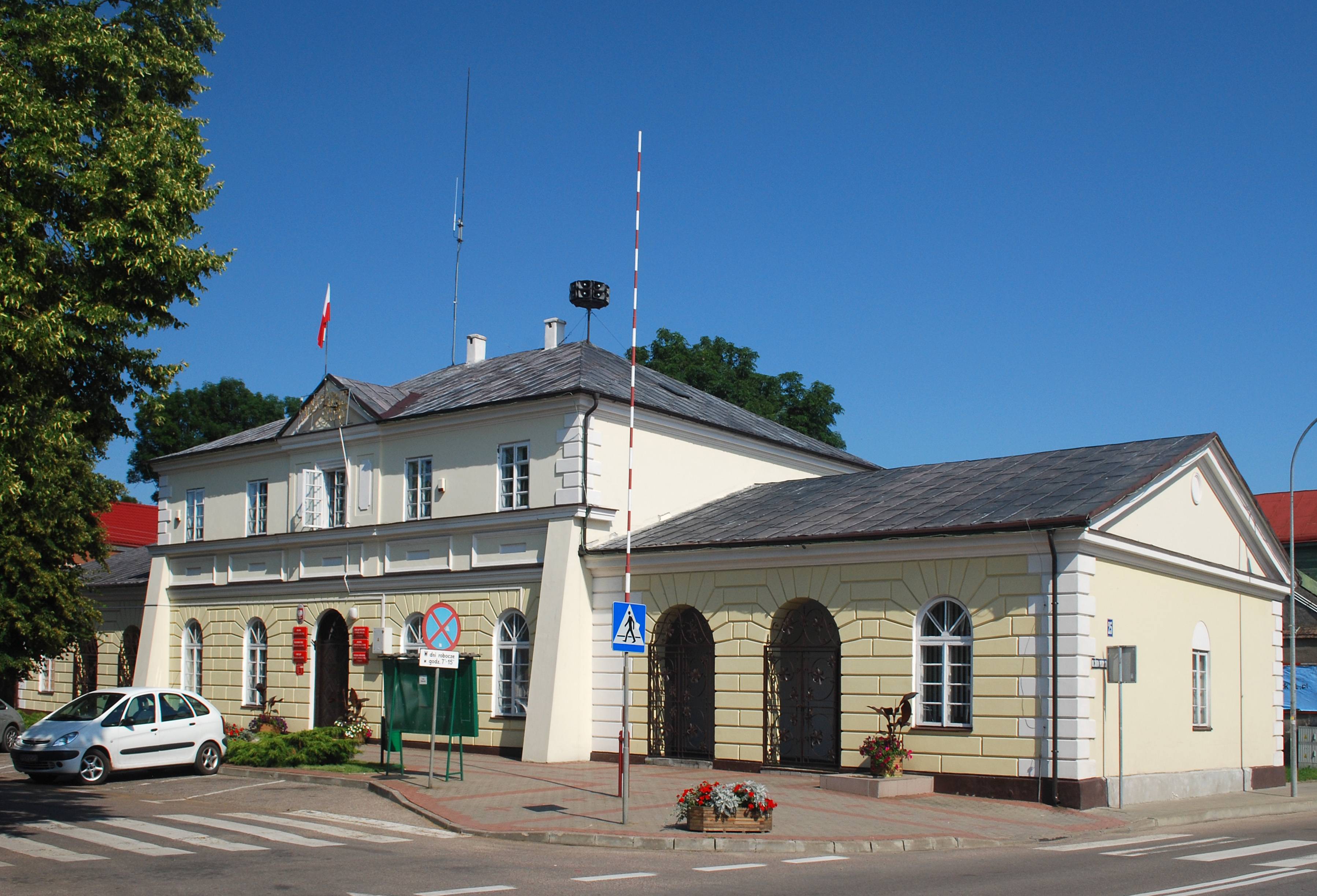
Ratusz miejski w Sejnach

- Do Sejn – utwór Lonstara z płyty Co to jest to country.